# Maechidius aenescens
Maechidius aenescens (лат.) — вид пластинчатоусых жуков из подсемейства хрущей (Scarabaeidae).

## Распространение
Океания, Папуа — Новая Гвинея.

## Описание
Длина тела от 6 до 7,4 мм, основная окраска буровато-чёрная. Усики 9-члениковые. Спинная и вентральная стороны коричневые, передняя часть тела со слабым зелёным блеском. Голова сверху уплощенная, несколько вдавлена с обеих сторон у переднего угла лаброклипеуса, сверху и снизу слегка блестящая. Лаброклипеус самки слегка усечён спереди, его боковые края извилистые как на дорсальной, так и на боковой проекциях, переднебоковые углы большие и притуплённые, приподняты вверх под углом почти 90 ° ко лбу при виде сбоку. Передний и боковой края лаброклипеуса гладкие.